# Şahverdi Çetin
Şahverdi Çetin (Mainz, 28 september 2000) is een Duits voetballer van Turkse afkomst die als middenvelder voor Ankara Keçiörengücü speelt.

## Carrière
Şahverdi Çetin speelde in de jeugd van TuS 05 Mainz-Kostheim, 1. FSV Mainz 05, SV Darmstadt 98 en Eintracht Frankfurt. Tijdens zijn periode bij Eintracht Frankfurt was hij ook Duits jeugdinternational. In het seizoen 2019/20 maakte hij deel uit van de eerste selectie van Frankfurt. Hij zat tijdens enkele wedstrijden in de Bundesliga, DFB-Pokal en Europa League op de bank, maar debuteerde niet. In 2020 vertrok hij naar het Turkse Ankaragücü. Hier debuteerde hij op 17 oktober 2020 in het betaald voetbal, in de met 5-3 verloren uitwedstrijd in de Süper Lig tegen Çaykur Rizespor. In het seizoen 2020/21 kwam Çetin vooral als invaller in actie. Ankaragücü eindigde negentiende en degradeerde zodoende naar de 1. Lig. Op het tweede niveau werd Çetin in de tweede seizoenshelft een vaste basisspeler. Hij werd kampioen en promoveerde zodoende weer naar de Süper Lig. Na de promotie, in 2022, kwam hij nauwelijks meer in actie. In de winterstop mocht hij transfervrij vertrekken. Hij tekende een contract voor anderhalf jaar bij FC Dordrecht. Hij debuteerde voor Dordrecht op 16 januari 2023, in de met 0-1 gewonnen uitwedstrijd tegen Jong FC Utrecht. Na een half jaar keerde hij weer terug naar Turkije, waar hij voor Ankara Keçiörengücü tekende.

### Statistieken
| Seizoen                       | Club                | Land           | Competitie     | Competitie | Competitie | Beker | Beker | Totaal | Totaal |
| Seizoen                       | Club                | Land           | Competitie     | Wed.       | Dlp.       | Wed.  | Dlp.  | Wed.   | Dlp.   |
| ----------------------------- | ------------------- | -------------- | -------------- | ---------- | ---------- | ----- | ----- | ------ | ------ |
| 2019/20                       | Eintracht Frankfurt | Duitsland      | Bundesliga     | 0          | 0          | 0     | 0     | 0      | 0      |
| 2020/21                       | Ankaragücü          | Turkije        | Süper Lig      | 17         | 0          | 0     | 0     | 17     | 0      |
| 2021/22                       | Ankaragücü          | Turkije        | TFF 1. Lig     | 19         | 1          | 2     | 1     | 21     | 2      |
| 2022/23                       | Ankaragücü          | Turkije        | Süper Lig      | 1          | 0          | 2     | 0     | 3      | 0      |
| 2022/23                       | FC Dordrecht        | Nederland      | Eerste divisie | 15         | 2          | 0     | 0     | 15     | 2      |
| 2023/24                       | Ankara Keçiörengücü | Turkije        | TFF 1. Lig     | 14         | 1          | 2     | 0     | 16     | 1      |
| Carrièretotaal                | Carrièretotaal      | Carrièretotaal | Carrièretotaal | 66         | 4          | 6     | 1     | 72     | 5      |
| Bijgewerkt op 11 januari 2024 |                     |                |                |            |            |       |       |        |        |